# Siccieu-Saint-Julien-et-Carisieu
 Siccieu-Saint-Julien-et-Carisieu  es una población y comuna francesa, en la región de Ródano-Alpes, departamento de Isère, en el distrito de La Tour-du-Pin y cantón de Crémieu.

## Demografía
| 251 | 247 | 256 | 301 | 377 | 496 |
| Para los censos de 1962 a 1999 la población legal corresponde a la población sin duplicidades (Fuente: INSEE [Consultar]) |     |     |     |     |     |